# La volpe azzurra (film)
La volpe azzurra (Der Blaufuchs) è un film del 1938 diretto da Viktor Tourjansky. Tratto dalla commedia A Kek Roka di Ferenc Herczeg, il film è interpretato da Zarah Leander.

## Trama
Ilona Paulus è una signora dalla buona borghesia che viene trascurata dal marito, Stephan Paulus,  docente universitario. Depressa e annoiata, si sente nuovamente giovane e bella quando l'amico Tibor, un brillante giramondo, si mette a corteggiarla. Ma la loro storia d'amore cozza contro il senso del dovere: non possono tradire Stephan. La situazione si risolve solo quando il professore confessa di essersi innamorato di una sua collaboratrice. Si formano così due nuove coppie felici.

## Produzione
Il film fu prodotto dall'Universum Film (UFA).

### Canzoni
- Kann denn Liebe Sünde Sein, di Lothar Brühne
- Von der Puszta will träumen di Lothar Brühne

## Distribuzione
Distribuito dalla UFA-Filmverleih GmbH, il film venne presentato in prima a Düsseldorf il 14 dicembre 1938 con il titolo originale Der Blaufuchs. In Ungheria, ribattezzato Kék róka, uscì in sala nel febbraio 1939. Negli Stati Uniti, venne distribuito nel 1939 dall'Ufa Film Company con il titolo The Blue Fox. Il 25 ottobre 2001, il film è uscito in Germania su supporto DVD.